# Debra Marshall
Pour les articles homonymes, voir Marshall.
Debra Gale Marshall (née le 2 mars 1960 à Tuscaloosa) est une actrice et une ancienne catcheuse professionnelle. Elle a travaillé pour la World Wrestling Entertainment entre 1998 et 2002.

## Carrière

### World Wrestling Federation/Entertainment (1998-2002)
Durant de longs mois, elle est la manager de Owen Hart et de Jeff Jarett à l'époque où ils faisaient équipe. Elle était très proche d'eux et on lui proposa une liaison scénaristique avec Owen, qui refusa par respect pour sa famille.

## Palmarès
- Pro Wrestling Illustrated
  - Manager de l'année en 1999[3]
  - Femme de l'année en 1999
- World Wrestling Entertainment
  - WWE Women's Championship face à Sable le 10 mai 1999, à Raw[4].

## Filmographie
Cinéma
- 1994 : Massacre à la tronçonneuse : La Nouvelle Génération[5]
- 2006 : Just Another Romantic Wrestling Comedy
- 2009 (post-production) : Gathering of Heroes: Legend of the Seven Swords (en)[6]

Documentaire
- 1999 : Beyond the Mat
- 1999 : Biography, épisode The Life and Death of Owen Hart

Télévision
- 1999 : Teen Choice Awards
- 2002 : Mad TV, épisode 15 saison 7
- 2002 : Weakest Link, épisode WWF Superstars Edition 2
- 2007 : Inside Edition